# Jacques Vinage
Jacques Vinage est un architecte français, né à Paris vers 1690, et mort dans la même ville en 1735,.

## Biographie
Il a été un des auteurs d'un projet de codification des usages de l'art de bâtir, entrepris à partir de 1694 à la suite d'un arrêt du conseil d'État. Le premier projet de code a été établi par une commission de six membres, en 1694, à la demande de Jean Beausire avant qu'il devienne maître général triennal participant à la juridiction de la Chambre royale des Bâtiments, en 1695. Jacques Vinage a rédigé les projets notés XII et XIII. Ce projet n'a pas abouti
Il est promu par le roi, le 15 novembre 1730, architecte de la 2e classe de l'Académie royale d'architecture, en remplacement de Pierre Jacquot de Villeneuve.
En 1732, les marguilliers de la paroisse Saint-Gervais-Saint-Protais décident la reconstruction des maisons menaçant ruine. Les maisons de l'Orme, no 2 à 12 rue François-Miron, sont confiés à l'architecte Jacques Vinage. 
En 1732, il est dit architecte des bâtiments du roi et de son académie royale d'architecture et juré expert, conseiller du roi, maître des bâtiments des Ponts et Chaussées.
Il construit aussi, en 1733, l'hôtel de Fontenay, pour François-Victor Le Tonnelier de Breteuil, marquis de Fontenay, secrétaire d'État à la Guerre de Louis XV, qui se trouve derrière le bâtiment sur rue, no 56 rue des Francs-Bourgeois.
En 1733-1734, la partie de l'hôtel de Rohan, appelée improprement hôtel de Boisgelin, avec son portail au no 1 rue des Quatre-Fils, formant ses écuries, a été édifiée par le maître maçon Barthélemy Bourdet sur les dessins de Jacques Vinage.
Le 11 janvier 1737, sa veuve, Élisabeth-Denise Beausire, a vendu l'office de maître général ancien de la maçonnerie des bâtiments de Sa Majesté, ponts et chaussées de France à Jean Aumont.
Il s'est marié le 14 novembre 1724 avec Élisabeth-Denise Beausire, fille de Jean Beausire, architecte, maître général des bâtiments du roi.